# 蜂巢軸孔珊瑚
蜂巢軸孔珊瑚（学名：Astreopora myriophthalma）为軸孔珊瑚科星孔珊瑚屬下的一個種。